# ポケットモンスター サウンドアニメコレクション
『ポケットモンスターサウンドアニメコレクション 音楽集 名場面集』（ポケットモンスターサウンドアニメコレクション・おんがくしゅう・めいばめんしゅう）は、1998年6月10日にピカチュウレコードから発売された日本のテレビアニメ・ポケットモンスターのサウンドトラック。

## 内容
- テレビアニメ『ポケットモンスター』の劇伴に起用された楽曲と、今作発売時のテレビアニメ主題歌をテレビサイズで収録されている。
- ジャケットにはサトシ、ピカチュウ、カスミ、タケシが描かれている。

## 収録曲
1. めざせポケモンマスター [2:43]
歌：松本梨香
作詞：戸田昭吾
作曲：たなかひろかず
編曲：渡部チェル
コーラスアレンジ：藤沢秀樹
松本の7thシングルの表題曲。アルバムとしては初収録だが、フルサイズではなくアニメサイズで収録された。
2. Chapter.1『ポケモン!君に決めた!』 - ポケモン君に決めた! [2:13]
作曲・編曲：増田順一
3. Chapter.2『冒険が始まる!』 - 旅立ち [1:16]
作曲・編曲：増田順一
4. Chapter.2『冒険が始まる!』 - 自転車でゴー! [1:34]
作曲・編曲：増田順一
5. Chapter.2『冒険が始まる!』 - サントアンヌ号 [1:12]
作曲・編曲：増田順一
6. Chapter.3『仲間たち』 - ピカチュウ登場 [1:31]
作曲・編曲：宮崎慎二
7. Chapter.3『仲間たち』 - 幻のポケモン [1:32]
作曲・編曲：宮崎慎二
8. Chapter.3『仲間たち』 - ポケモン!ゲットだぜ! [1:33]
作曲・編曲：宮崎慎二
9. Chapter.4『ポケモン大好き!』 - ポケモンホリデー [1:23]
作曲・編曲：増田順一
10. Chapter.4『ポケモン大好き!』 - おそるべしコダック [1:43]
作曲・編曲：増田順一
11. Chapter.4『ポケモン大好き!』 - ポケモンリーグ公認キャップ [1:30]
作曲・編曲：宮崎慎二
12. Chapter.5『謎と神秘』 - マサキの灯台 [1:32]
作曲・編曲：宮崎慎二
13. Chapter.5『謎と神秘』 - 伝説 [1:57]
作曲・編曲：宮崎慎二
14. Chapter.5『謎と神秘』 - ロケット団ボスのテーマ [1:32]
作曲・編曲：宮崎慎二
15. Chapter.6『ロケット団参上!』 - ロケット団隠密作戦 [1:56]
作曲・編曲：宮崎慎二
16. Chapter.6『ロケット団参上!』 - ロケット団七変化 [1:28]
作曲・編曲：宮崎慎二
17. Chapter.6『ロケット団参上!』 - なんだかんだと聞かれたら… [1:33]
作曲・編曲：宮崎慎二
18. Chapter.7『危険地帯』 - 強敵現る [1:36]
作曲・編曲：宮崎慎二
19. Chapter.7『危険地帯』 - 襲撃! [1:28]
作曲・編曲：宮崎慎二
20. Chapter.8『激闘果てしなく』 - 逃げろや逃げろ! [1:30]
作曲・編曲：宮崎慎二
21. Chapter.8『激闘果てしなく』 - 大混乱 [1:36]
作曲・編曲：宮崎慎二
22. Chapter.9『挑戦!ジムリーダー戦』 - ポケモンバトル [1:42]
作曲・編曲：増田順一
23. Chapter.9『挑戦!ジムリーダー戦』 - 灼熱のバトルフィールド [2:14]
作曲・編曲：増田順一
24. Chapter.9『挑戦!ジムリーダー戦』 - やったぜ! [2:08]
作曲・編曲：増田順一
25. Chapter.10『戦士の休息』 - 月の石 [1:24]
作曲・編曲：宮崎慎二
26. Chapter.10『戦士の休息』 - 祈り [1:18]
作曲・編曲：宮崎慎二
27. Chapter.10『戦士の休息』 - 再開 [1:25]
作曲・編曲：宮崎慎二
28. Chapter.11『ポケモン人生模様』 - おでん [1:15]
作曲・編曲：宮崎慎二
29. Chapter.11『ポケモン人生模様』 - チャリンコ暴走族 [1:22]
作曲・編曲：宮崎慎二
30. Chapter.11『ポケモン人生模様』 - 闘志 [1:44]
作曲・編曲：宮崎慎二
31. Chapter.12『眩惑の美女』 - 眩惑の美女 [1:31]
作曲・編曲：増田順一
32. Chapter.13『試練』 - しのびよる影 [1:28]
作曲・編曲：宮崎慎二
33. Chapter.13『試練』 - 絶体絶命 [1:41]
作曲・編曲：宮崎慎二
34. Chapter.13『試練』 - 凶悪ポケモン出現! [1:25]
作曲・編曲：宮崎慎二
35. Chapter.14『ポケモンリーグ突入!』 - 総力戦 [1:51]
作曲・編曲：増田順一
36. Chapter.14『ポケモンリーグ突入!』 - 不屈のポケモン [2:04]
作曲・編曲：増田順一
37. Chapter.14『ポケモンリーグ突入!』 - 一件落着 [1:55]
作曲・編曲：増田順一
38. Chapter.15『涙、のち晴れ』 - 涙、のち晴れ [2:13]
作曲・編曲：宮崎慎二
39. Chapter.16『そして、冒険は続く』 - 出会いと別れと [1:30]
作曲・編曲：宮崎慎二
40. Chapter.16『そして、冒険は続く』 - 勝利のバッジゲットだぜ! [2:02]
作曲・編曲：宮崎慎二
41. Chapter.16『そして、冒険は続く』 - 続くったら、続く [2:59]
作曲・編曲：宮崎慎二
42. ポケットにファンタジー [1:33]
歌：さち&じゅり
作詞：戸田昭吾
作曲：たなかひろかず
編曲：中村暢之
企画ユニット・スズキサンのシングルのカップリング曲。フルサイズではなくアニメサイズで収録された。

## 参加ミュージシャン
#1,42
- 松本梨香：Vocal (#1)
- さち：Vocal (#42)
- じゅり：Vocal (#42)
- THE JADOES：Performer (#1)
- ポケモンフィルハーモニーオーケストラ：Performer (#42)

except #1,42
- 千代正行：Guitar
- 三畑貞二：Guitar
- 美野春樹：Piano
- 松田真人：Piano
- 古田綾子：Keyboards
- 長岡道夫：Bass
- 伊藤史朗：Drums
- 金山功：Percussion
- 春名貞子：Percussion
- 鳴島英治：Latin Percussion
- 篠崎正嗣グループ：Strings
- 小池弘之グループ：Strings
- 数原晋グループ：Brass Band
- 平原まこと：Saxophone
- 旭孝：Flute
- 石橋雅一：Oboe
- 三木眞一郎：Voice Actor

## タイアップ
- テレビ東京系列アニメ『ポケットモンスター』初代オープニングテーマ (#1)
- テレビ東京系列アニメ『ポケットモンスター』3代目エンディングテーマ (#42)